# 日産・MRエンジン
日産・MRエンジンとは、日産自動車およびルノーの直列4気筒ガソリンエンジンの系列である。

## 概要
排気量1.8リットルのMR18DEはQG18DE、2.0リットルのMR20DEはQR20DEの後継エンジンである。
2005年1月、C11型ティーダおよびティーダラティオのマイナーチェンジと同時にMR18DEが登場。同年11月、フルモデルチェンジしたY12型ウイングロードに搭載、2006年12月には派生車種のADエキスパートにも搭載された。

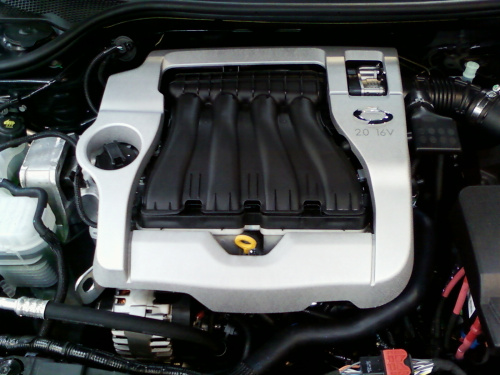
M4RⅡ（ルノーサムスンSM5・3代目）

一方、MR20DEは2004年12月のラフェスタの発売時に登場、翌年5月にはC25型セレナ、12月にはG11型ブルーバードシルフィに搭載された。その後、2007年発売のデュアリス/キャシュカイに搭載。同年8月、フルモデルチェンジした2代目エクストレイルにも搭載された。なおこのエンジンは大韓民国のルノーサムスン・SM5（2代目・後期、3代目）ならびにその輸出版・ルノー・ラティテュード等にも「M4R」という型式で搭載されている。
2010年にはターボチャージャー搭載のガソリン直噴エンジン（DIG）である排気量1.6リットルのMR16DDTを発表し、ジュークに搭載された。のちに同機がSM5に「MR190DDT（別名：TCE）」、ルノー・ルーテシアルノー・スポールに「M5M」の型式名で搭載された。また、同年11月発売の4代目セレナにはMR20DEを直噴化したMR20DDを新たに搭載している。
2012年には排気量1.8リットルのMRA8DEが登場。MR18DEとは異なり行程の方が長い（内径はMR16と、行程はMR20と、それぞれ同一の数値となる）。

## バリエーション

### MR16DDT（DIG-TURBO）

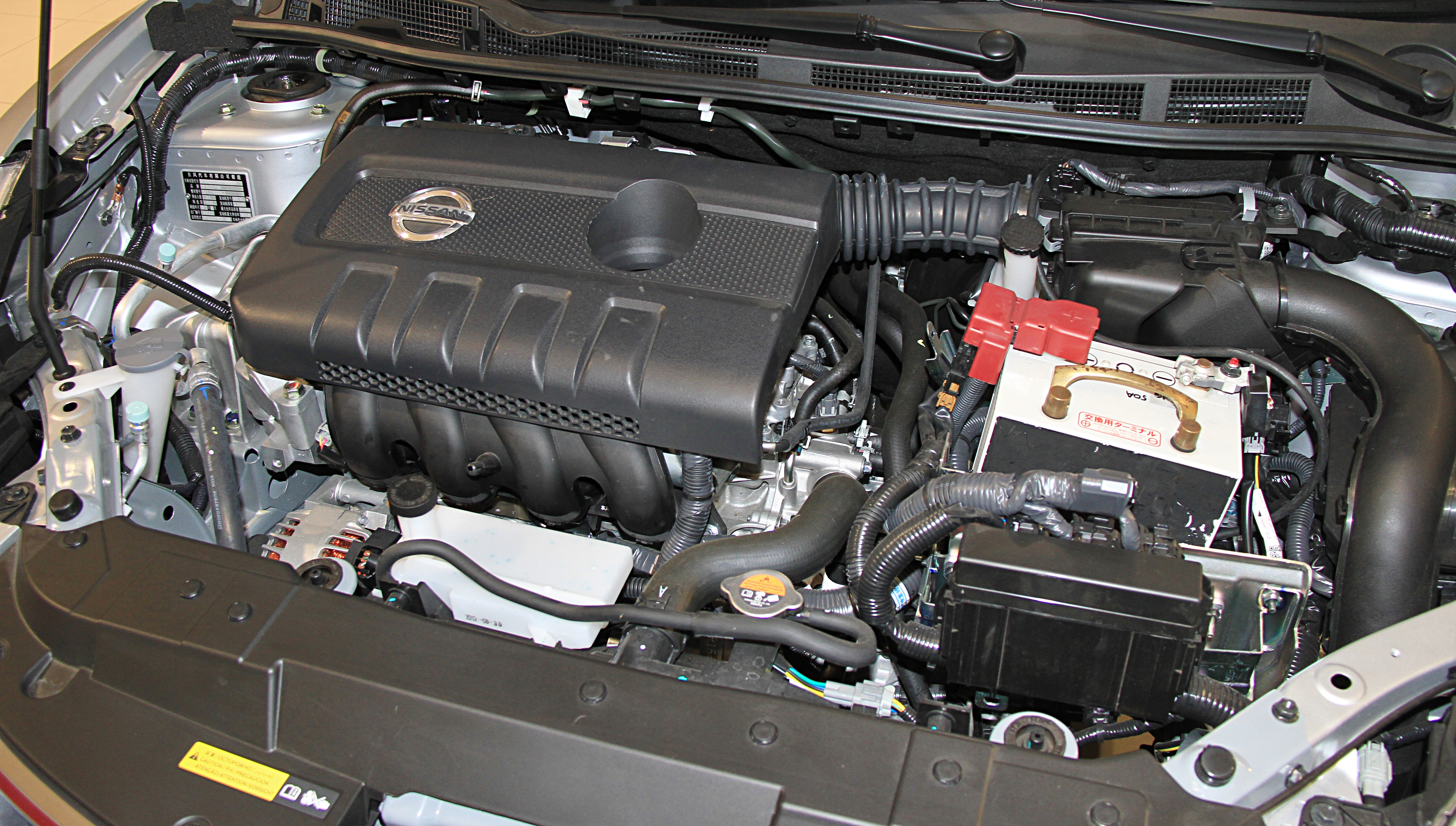
MR16DDT（ティーダ）

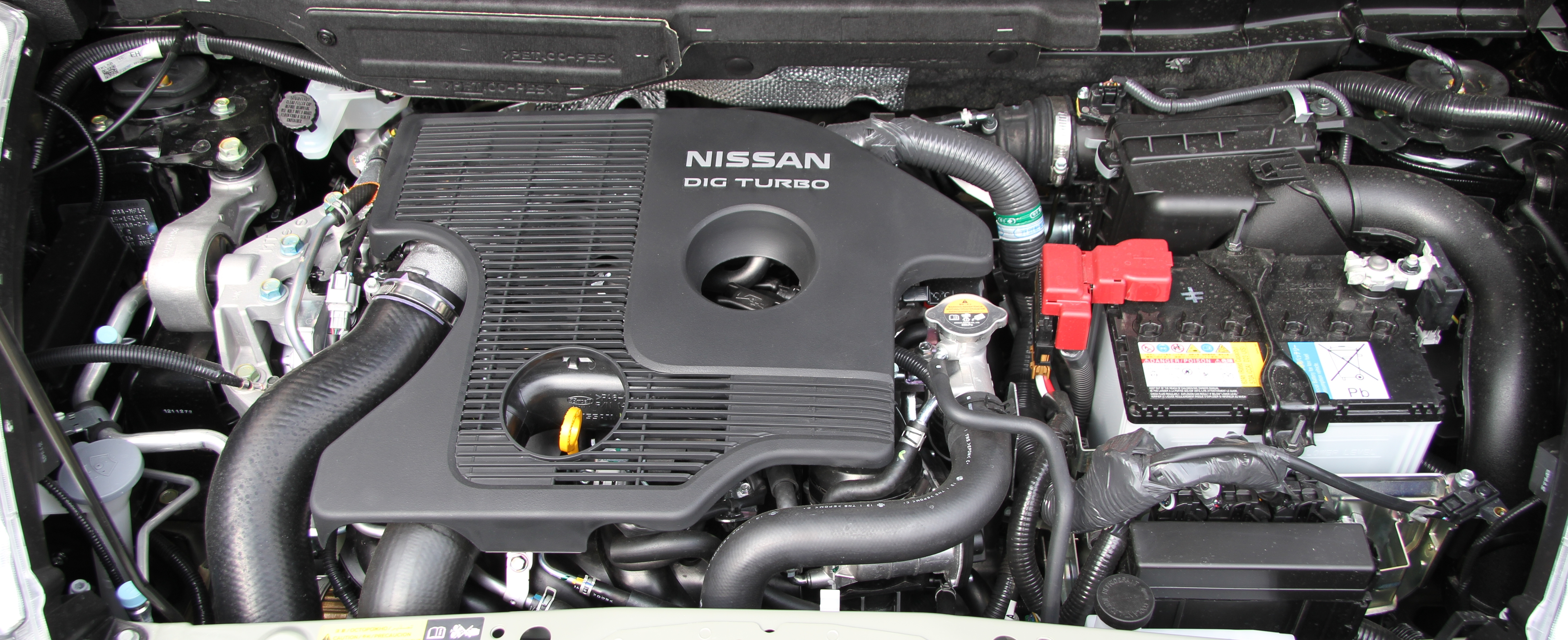
MR16DDT（ジューク）

ルノー/ルノーサムスンでの呼称はMR190DDT（TCE）またはM5Mとなる。
- タイプ : 1,618cc 直列4気筒 DOHC 16バルブ 直噴 ターボチャージャー 可変バルブタイミング（ツインCVTC）
- 内径×行程 : 79.7mm×81.1mm
- 圧縮比：9.5 / 10.5（ジューク2014年MC後）
- 最高出力 最大トルク
  - 190PS(140kW) /5,600rpm 24.5kg·m(240N·m) /2,000-5,200rpm（ジューク、ティーダの値）
  - 190PS(140kW) /5,600rpm 24.5kg·m(240N·m) /1,600-5,200rpm（ジューク2014年MC後）
  - 190PS(140kW) /6,000rpm 24.5kg·m(240N·m) /2,000-5,200rpm（SM5/SM6の値）
  - 200PS(147kW) /5,600rpm 25.5kg·m(250N·m) /2,400-4,800rpm（ジュークNISMOの値）
  - 200PS(147kW) /6,000rpm 24.5kg·m(240N·m) /1,750-5,600rpm（クリオ/ルーテシアの値）
  - 150PS(110kW) /6,000rpm 23.5kg·m(220N·m) （タリスマンの値）
  - 200PS(147kW) /6,000rpm 26.5kg·m(260N·m) （タリスマンの値）

2.5L相当の出力と1.8L並の燃費を目標に開発されたエンジン。コンセプトとしてはダウンサイジングエンジンではあるが、国内では排気量相応の車両のみに搭載されたため、ダウンサイジングエンジンとして扱われる事は少ない。2014年のジュークのマイナーチェンジでは各種改良の他、直噴ガソリン車としては世界初となるロープレッシャークールドEGRが採用された。

#### 搭載車種
- 日産・ジューク（F15型）
- 日産・キャシュカイ（J11型）
- 日産・ティーダ/ビッグティーダ/パルサーSSS（JC12型）
- ルノーサムスン・SM5（L43型）
- ルノー・クリオ/ルーテシア ルノー・スポール
- ルノー・タリスマン
- ルノーサムスン・SM6

### MR18DE

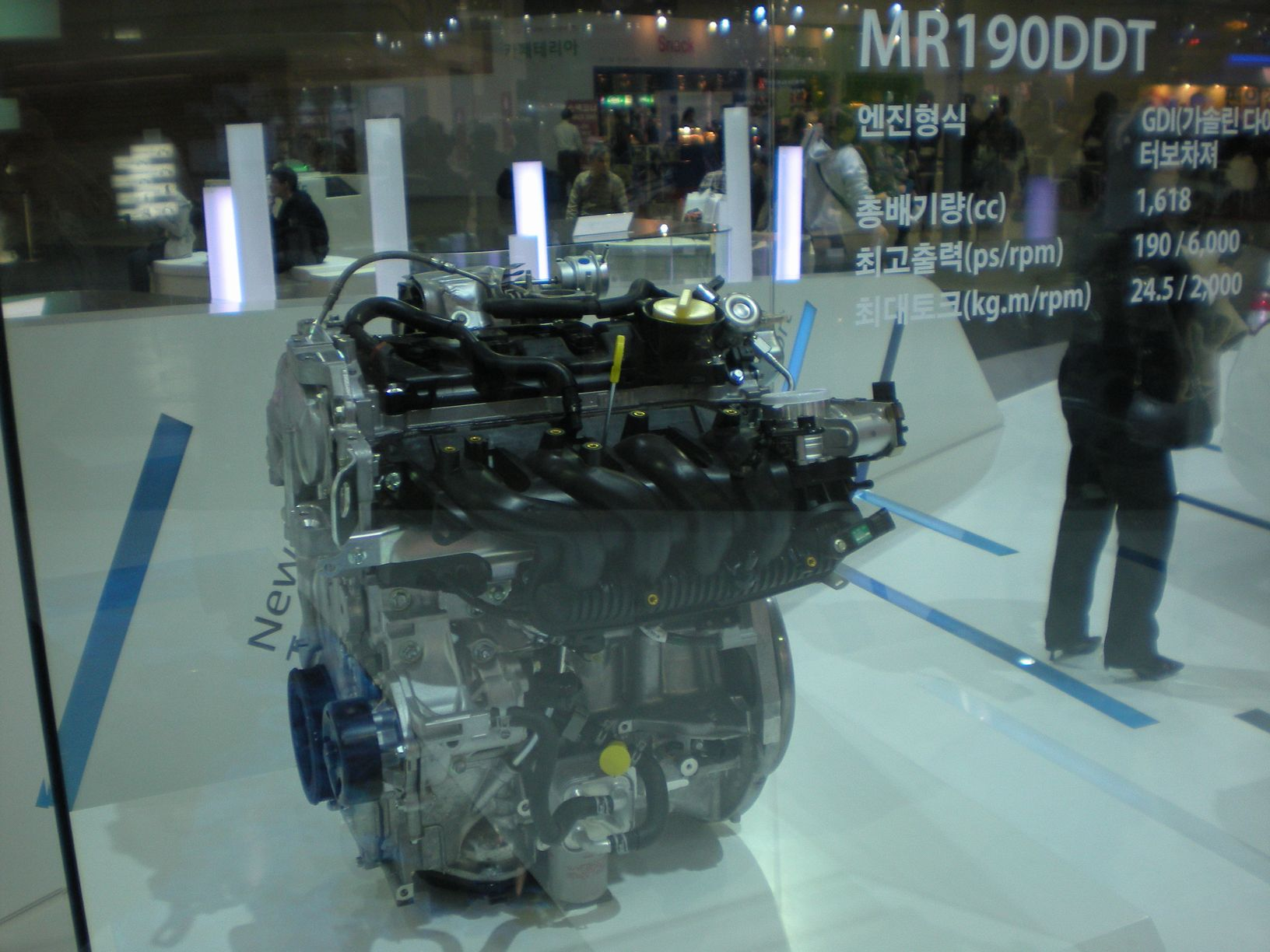
MR18DE（画像はルノーサムスンのMR190DDT）

- タイプ : 1,797cc 直列4気筒 DOHC 16バルブ 可変バルブタイミング
- 内径×行程 : 84.0mm×81.1mm
- 圧縮比：9.9
- 最高出力 最大トルク
  - 128PS(94kW) /5,200rpm 17.9kg·m(176N·m) /4,800rpm
  - 124PS(91kW) /5,200rpm 17.6kg·m(173N·m) /4,800rpm（ADエキスパート）
  - 122PS(90kW) /5,200rpm 17.6kg·m(173N·m;127lb-ft) /4,800rpm（キューブ）

#### 搭載車種
- 日産・ティーダ（JC11型）
- 日産・ティーダラティオ（SC11型）
- 日産・ウイングロード（Y12型）
- 日産・ADエキスパート（Y12型）
- 日産・リヴィナジェニス（中国、東南アジア専売車）
- 日産・キューブ（米国仕様）

### MRA8DE

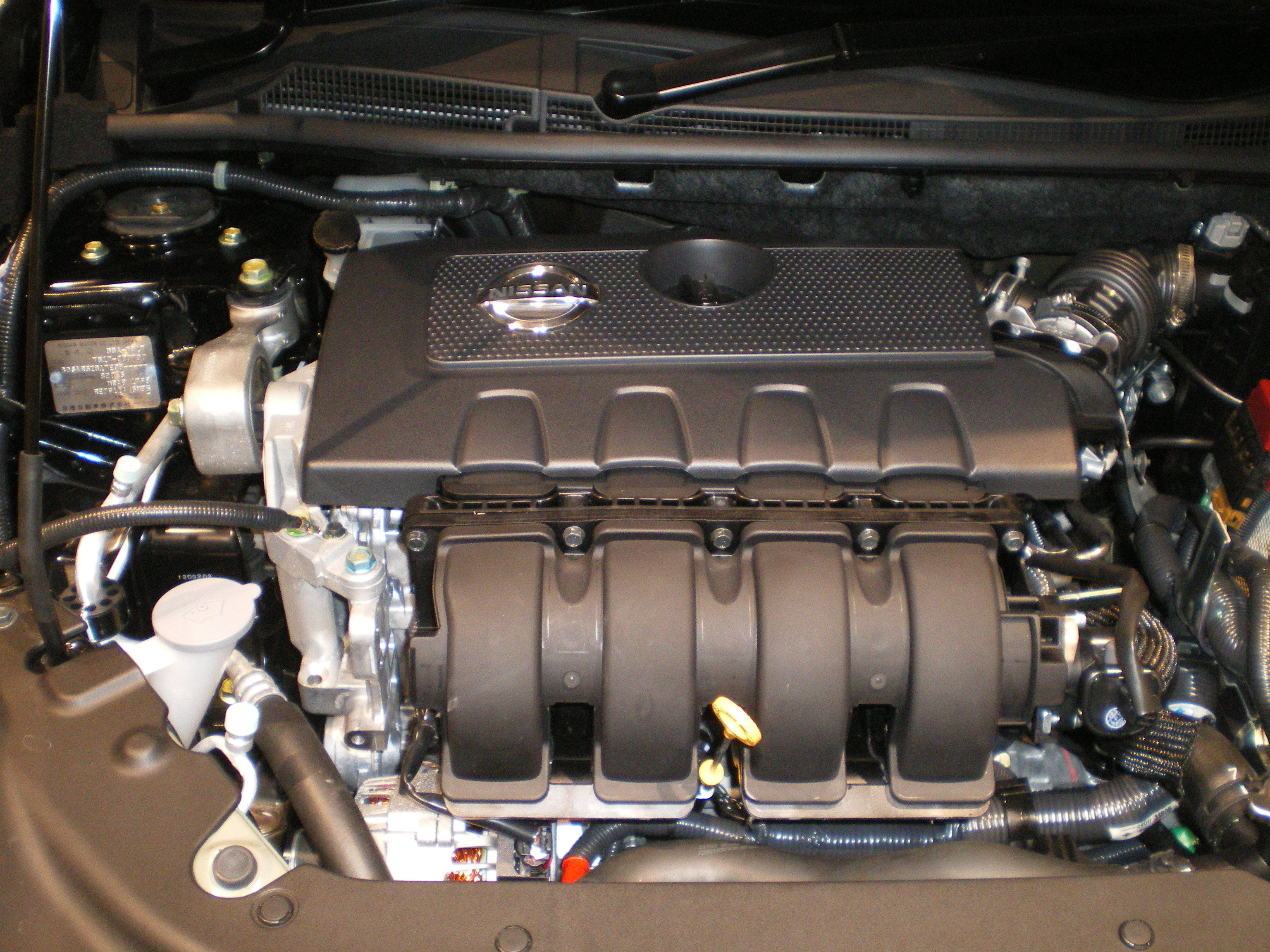
MRA8DE（シルフィ）

- タイプ : 1,798cc 直列4気筒 DOHC 16バルブ 可変バルブタイミング(ツインCVTC)
- 内径×行程 : 79.7mm×90.1mm
- 圧縮比：9.9
- 最高出力 最大トルク
  - 131PS(96kW) /6,000rpm 17.8kg·m(174N·m) /3,600rpm

MR18DEをベースにしているが、ロングストローク化して排気量が1cc増えた為、社内命名規則に則り「1」が「A」となった

#### 搭載車種
- 日産・シルフィ/セントラ/パルサー/スーパーセントラ/セントラエアロ（B17）

### MR18DDT
- タイプ : 1,798cc 直列4気筒 DOHC 16バルブ 可変バルブタイミング(ツインCVTC)
- 内径×行程 : 79.7mm×90.1mm
- 圧縮比：9.0
- 最高出力 最大トルク

#### 搭載車種
- アルピーヌ・A110

### MR20DE

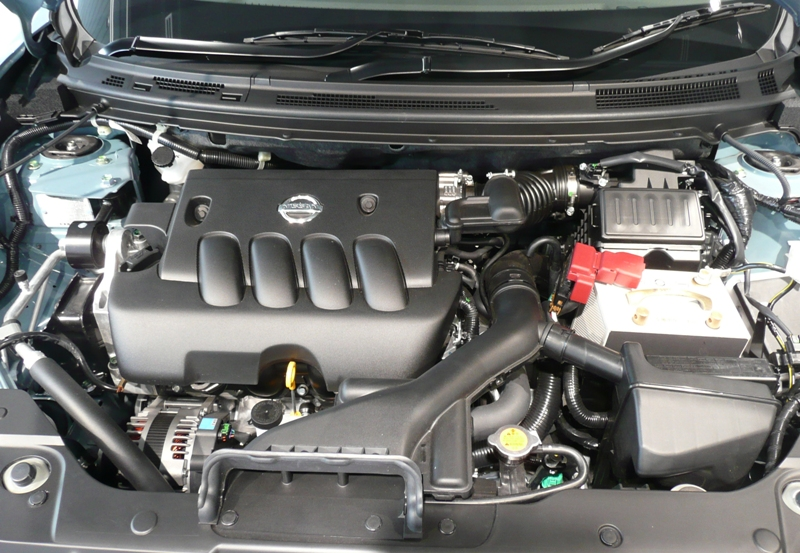
MR20DE（ブルーバードシルフィ）

ルノー/ルノーサムスンではM4R、スズキではMR20と称する。CVTとの組み合わせによる気持ちよい走りと燃費を達成するために、2.0Lで2.2L並みの低速トルクとフラットな特性を実現した。2,000rpmから4,000rpmの範囲内では右肩上がりで息付きしないフラットなトルク特性であり、最大トルクの90％のトルクを2000rpmから発生する。
- タイプ : 1,997cc 直列4気筒 DOHC 16バルブ 可変バルブタイミング
- 内径×行程 : 84.0mm×90.1mm
- 圧縮比：10.0
- 最高出力、最大トルク
  - 137PS(101kW) /5,200rpm 20.4kg·m(200N·m) /4,400rpm
  - 129PS(95kW) /5,200rpm 19.1kg·m(187N·m) /4,000rpm（セレナ、ラフェスタ4WD車）
  - 133PS(98kW) /5,200rpm 19.5kg·m(191N·m) /4,400rpm（シルフィ）
  - 141PS(104kW) /5,100rpm 20.3kg⋅m(199N⋅m) /4,800rpm（セントラ）

#### 搭載車種
- 日産・ラフェスタ（B30型）
- 日産・セレナ/スズキ・ランディ（C25/SC25型）
- 日産・ブルーバードシルフィ（G11型）
- 日産・セントラ（B16型）
- 日産・デュアリス/キャシュカイ（初代・J10型）
- 日産・エクストレイル（2代目・T31型）
- ルノー・メガーヌ
- ルノー・セニック
- ルノー・フルエンス（前期のみ）
- ルノー・ラグナ
- ルノー・サフラン
- ルノー・ラティテュード
- ルノーサムスン・SM6（2018.10－ ）
- ルノーサムスン・SM5
- ルノーサムスン・QM5（2014モデル-）
- ルノーサムスン・SM3（L38型前期）

### MR20DD

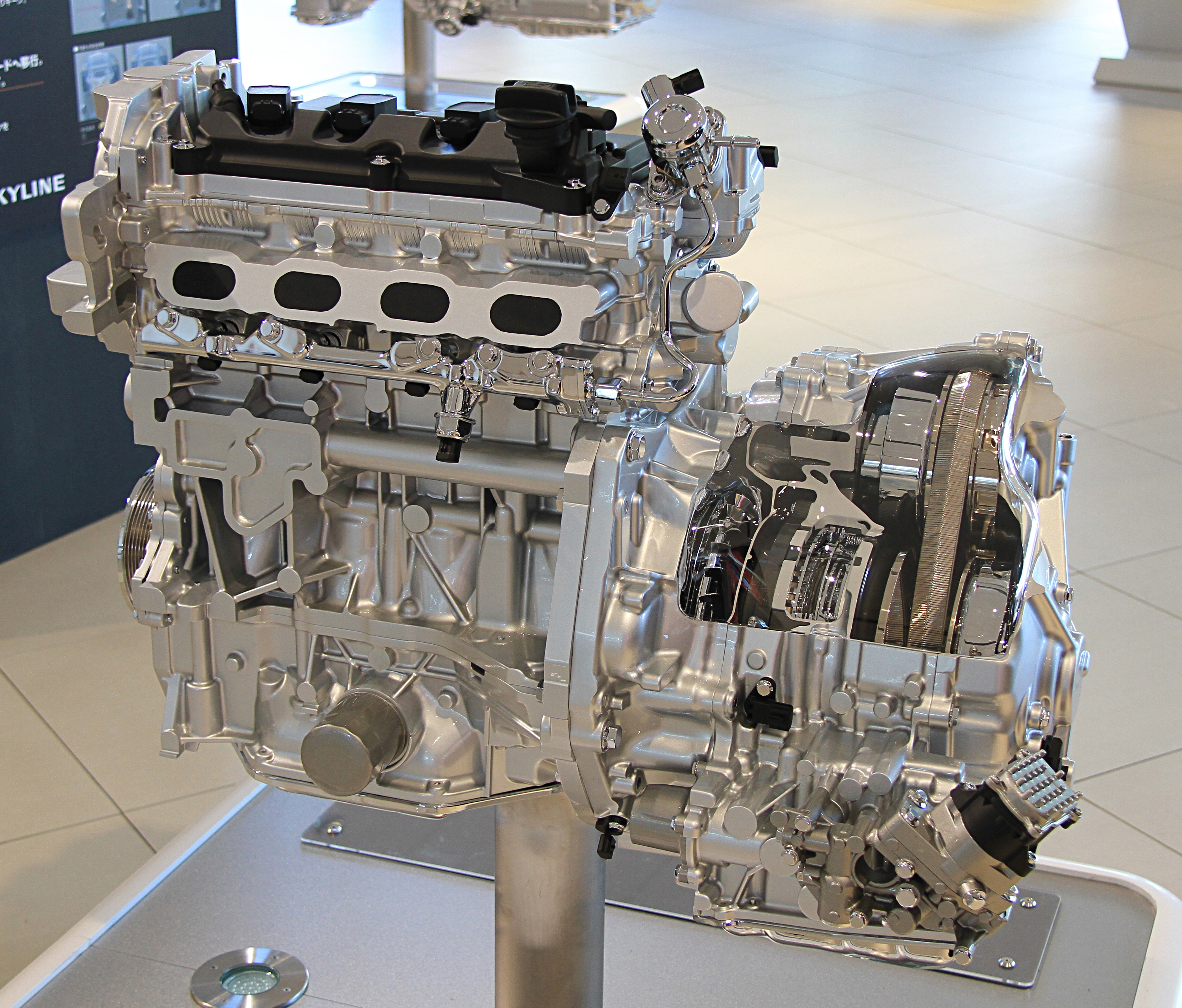
MR20DDとジヤトコ・JF016E/JF017Eミッション（エクストレイル）

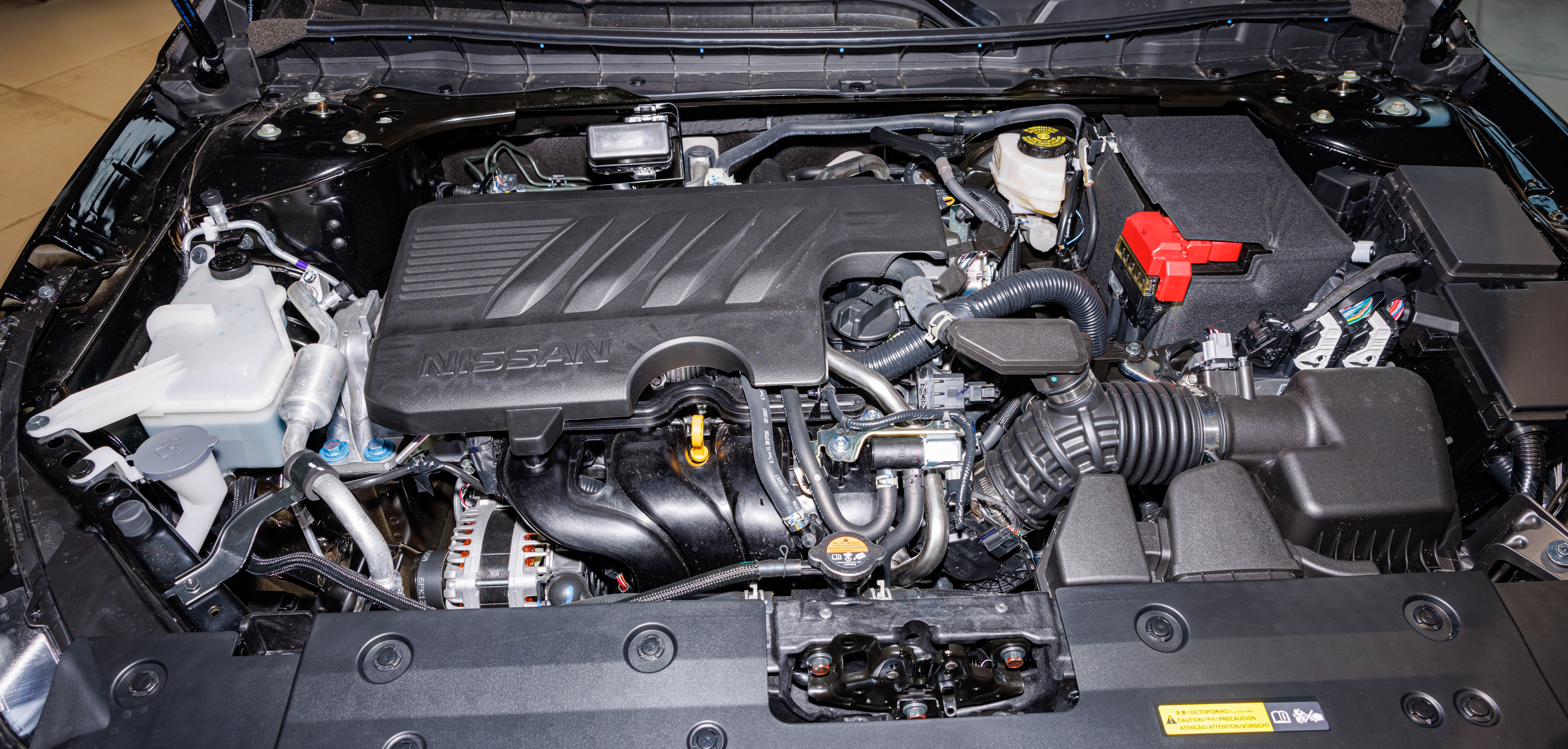
MR20DD (アルティマ L34型 中国仕様)

ルノー/ルノーサムスンではM5R、スズキではMR20型と称する。
- タイプ : 1,997cc 直列4気筒 DOHC 16バルブ 直噴 可変バルブタイミング(ツインCVTC)
- 内径×行程 : 84.0mm×90.1mm
- 圧縮比：11.2
- 最高出力、最大トルク
  - 147PS(108kW) /5,600rpm 21.4kg·m(210N·m) /4,400rpm (セレナ/ランディ)
  - 147PS(108kW) /6,000rpm 21.1kg·m(207N·m) /4,400rpm (エクストレイル)
  - 150PS(110kW) /5,800rpm 20.6kg·m(207N·m) /4,400rpm (SM6/タリスマン)
  - 150PS(110kW) /6,000rpm 20.4kg.m(200N·m) /4,400rpm (C28セレナ) ※圧縮比12.5

#### 搭載車種
- 日産・セレナ（C26型・C27・C28型）
  - スズキ・ランディ（SC26・SC27型） - スズキにおいては初期は「MR20直噴」としていた。
- 日産・エクストレイル（T32型）
- 日産・キャシュカイ　(J11型)
- ルノー・タリスマン（LFD型）
- ルノー・コレオス（HZG型、中国向けのみ）
- ルノーサムスン・SM6（LFD型）
- ルノーサムスン・QM6（HZG型）
- 日産・アルティマ (L34型、中国向けのみ)